# Orgy II : The XXX championship
 Pour plus de détails, voir Fiche technique et Distribution
Orgy II : The XXX Championship - également commercialisé sous le titre L'Orgie de Katsuni - est un film pornographique français réalisé par Max Candy, Katsuni et Manuel Ferrara sorti en 2012.

## Fiche technique
- Titre original français : Orgy II : The XXX Championship
- Réalisation : Max Candy, Katsuni et Manuel Ferrara
- Société(s) de production : Marc Dorcel
- Pays d’origine :  France
- Langue originale : français
- Format : couleur
- Genre : Film pornographique
- Durée : 125 minutes
- Dates de sortie : janvier 2012

## Distribution
Le film regroupe trois scènes d'orgie réalisées par des réalisateurs différents :

### Max Candy
- Ariel
- Lucy Bell
- Bridget
- Suzie Carina
- Coxy
- Carmen Croft
- Jay Dee
- Silvie Deluxe
- Anastasia Devine
- Aleska Diamond
- Cindy Dollar
- Leny Ewil
- Defrancesca Gallardo
- Jenny
- JJ
- Jenna Lovely
- Michelle
- Melissa Miela
- Nataly
- Kety Pearl
- Anna Polina
- Steve Q
- Kitty Saliery
- Niki Sweet
- Denis Reed
- Tess
- George Uhl
- Walleria

### Katsuni
- Cassandra Cruz
- Manuel Ferrara
- Jana Jordan
- Katsuni
- Daisy Marie
- Danny Mountain
- Carina Roman
- Shazia Sahari
- Sandy (Vega Vixen)
- Sophia Santi
- Charmane Star

### Manuel Ferrara
- Bridgette B
- Marco Banderas
- Charley Chase
- Nikki Daniels
- Charles Dera
- Manuel Ferrara
- Kodi Gamble
- Gracie Glam
- Jerry
- Katsuni
- Karlo Karrera
- Keiran Lee
- Lea Lexis
- Toni Ribas
- Andy San Dimas
- Sarah Shevon
- Katie St. Ives
- Alan Stafford
- Jessie Volt